# Batteria Nomentana
La Batteria Nomentana (nota anche come Caserma "M.O.V.M. Emilio Bianchi") è una batteria fortificata, facente parte del Campo trincerato di Roma, attuale sede del Comando logistico dell'Esercito e del Reggimento di Manovra Interforze.

## Storia
A seguito della Presa di Roma viene deciso di provvedere alla fortificazione della città per garantire la difesa della stessa in caso di un'eventuale invasione nemica, andando a creare una rete di strutture fortificate di forti e batterie, tra cui la Batteria Nomentana che serviva a controllare la Valle dell'Aniene, pertanto nel 1884 comincia la costruzione della stessa, venendo ultimata nel 1890 per un costo totale di 600.000,00₤.
Data la rapida espansione dei confini della città di Roma e l'impossibilità di perseguire lo scopo d'ideazione viene riconfigurato e dal 1910 ospita il 3º Reggimento genio guastatori e nel 1920 viene riconfigurata a seguito dell'ampliamento di Via Nomentana con conseguente costruzione nuove strutture. Dal 1930 ospita invece l'8º Reggimento genio guastatori paracadutisti "Folgore" e la Scuola Artificieri dell'Esercito.
Nel 1950 il compendio è stato diviso in 2 e spartito tra il comando logistico dell'Esercito e il Reggimento di Manovra Interforze.

## Struttura
La pianta della batteria presenta una forma pentagonale irregolare, con il fronte esterno a saliente e quello di gola lineare. Il fossato perimetrale è protetto da due mezze caponiere asimmetriche, parzialmente addossate al muro di controscarpa sul lato esterno. Sul lato sinistro dell’ingresso, difeso da un rivellino, si trova un tamburo difensivo sviluppato su un solo livello. Il piano del ramparo è accessibile tramite due rampe simmetriche situate ai lati dell’uscita dal traversone, e da altre due rampe collocate in corrispondenza dell’uscita del corpo di guardia. La struttura è inoltre dotata di una polveriera, accessibile attraverso due ingressi collocati sul fossato alla destra del ponte levatoio, e di un pozzo di acqua sorgiva.
Inoltre sporadicamente vengono organizzate delle visite guidate nella struttura.